# John Nauckhoff

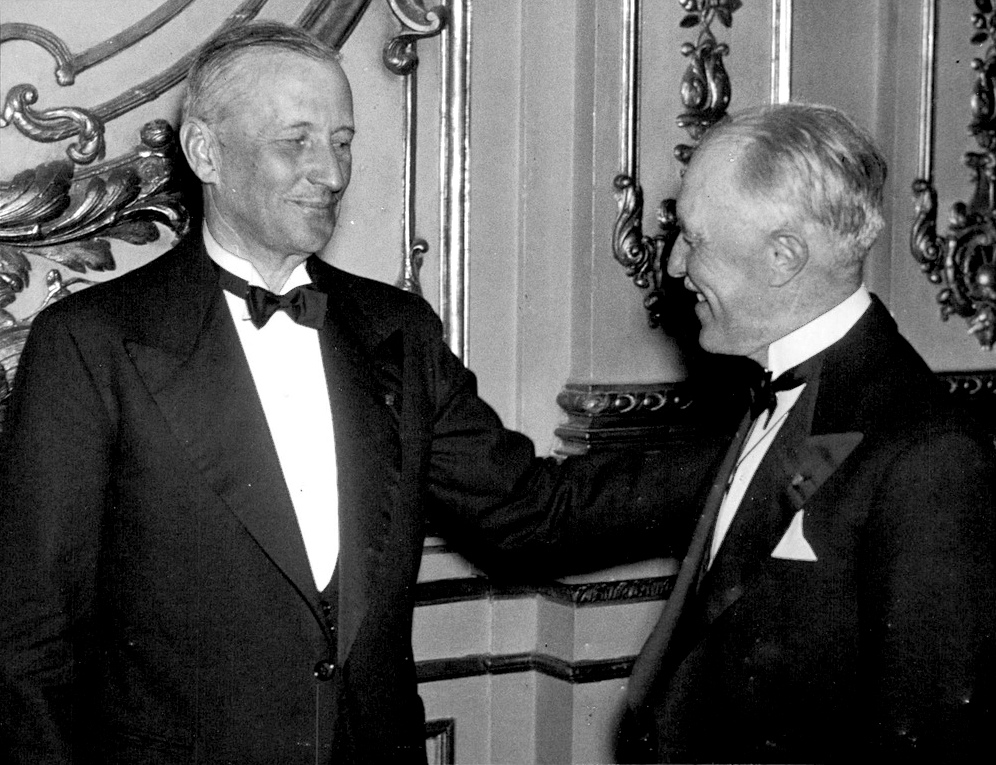
Nauckhoff (till vänster) hälsar sin efterträdare som ordförande för Sveriges landstormsföreningars centralförbund, generalmajor Gustaf Lindström.

Johan (John) Gustaf  Nauckhoff, född 3 november 1867 i Enköpings-Näs församling, Uppsala län, död 15 november 1953 i Engelbrekts församling, Stockholm, var en svensk militär. Han var brorson till Gösta Nauckhoff.

## Biografi
Nauckhoff var son till kapten Carl Nauckhoff och Sophie Lovén. Han blev underlöjtnant vid andra livgardet 1887, löjtnant 1891, kapten vid generalstaben och i regementet 1902 samt kapten vid Svea livgarde 1906. År 1902 blev Nauckhoff adjutant hos kung Oscar II och var generalstabsofficer vid I. arméfördelningens stab 1904–1906 och blev ånyo kapten vid generalstaben 1908 och stabschef vid II. arméfördelningen 1908–1912. Han blev major vid generalstaben 1909, överstelöjtnant vid Norra skånska infanteriregementet 1912, överste och sekundchef för Göta livgarde 1915, chef för 7. infanteribrigaden 1920, generalmajor och chef för Västra arméfördelningen 1926 och erhöll avsked 1932. År 1933 befordrades han till generallöjtnant.
Nauckhoff var ledamot av ett flertal kommittéer, bland annat infanteriexercisreglementeskommittén 1910–1912, kommittén för utredning angående avskaffande av krigsdomstolar 1920 och av sakkunniga för omarbetning av strafflag för krigsmakten 1922. Nauckhoff ägnade landstormsrörelsen ett livligt intresse och var 1916–1926 ordförande i Stockholms landsstormsförbund och var från 1933 till 1938 ordförande i Sveriges landstormsföreningars centralförbund. 1934 blev Nauckhoff ordförande i styrelsen för Skaraborgs enskilda bank i Stockholm. Han blev ledamot av andra klassen av Krigsvetenskapsakademien 1921 och av första klassen 1926.
Nauckhoff var gift första gången 1903 med Alida Berner (1877–1922), dotter till Joakim Berner och Davida Hummel, och andra gången 1924 med Signe Stang (född 1879), dotter till godsägaren Harald Stang och Clementine Wiel. Han är begravd på Norra begravningsplatsen utanför Stockholm.

## Utmärkelser

### Svenska utmärkelser
- Konung Oscar II:s och Drottning Sofias guldbröllopsminnestecken, 1907.[4]
- Konung Gustaf V:s jubileumsminnestecken med anledning av 70-årsdagen, 1928.[4]
- Kommendör med stora korset av Svärdsorden, 6 juni 1935.[5]
- Kommendör av första klassen av Svärdsorden, 15 december 1921.[6]
- Kommendör av andra klassen av Svärdsorden, 6 juni 1919.[7]
- Riddare av första klassen av Svärdsorden, 1907.[8]
- Kommendör av första klassen av Vasaorden, 6 juni 1925.[9]
- Riddare av Carl XIII:s orden, 28 januari 1928.[10]

### Utländska utmärkelser
- Storkorset av Finlands Vita Ros’ orden, tidigast 1937 och senast 1940.[4][11]
- Kommendör av Norska Sankt Olavs orden, tidigast 1921 och senast 1925.[12][13]
- Riddare av Franska Hederslegionen, senast 1915.[14]
- Riddare av tredje klassen av Preussiska Kronorden, senast 1915.[14]
- Riddare av Spanska Karl III:s orden, senast 1915.[14]
- Ledamot (fjärde klassen) av Brittiska Victoriaorden, senast 1915.[14]